# 者海镇
者海镇，是中华人民共和国云南省曲靖市会泽县下辖的一个镇。

## 行政区划
者海镇下辖以下地区：
育英社区、小街社区、小闸社区、茂源社区、新华社区、石咀社区、蚂色卡村、阿依卡村、柳树村、新店子村、三家村、新村、发基村、拖木村、犀牛村、者海村、鲁基村、钢铁村、瓦窑村、石河村、五里牌村、三多多村、七五卡村、盖胜村、陶家村、拖茨村、中村、陆兴村、油房村、付家村和多发村。